# لاري لونش
لاري لونش (بالإنجليزية: Larry Lynch)‏ هو طبال أمريكي، ولد في 1950.